# تياغو بورغز
تياغو بورغز هو لاعب كرة قدم برتغالي في مركز الهجوم، ولد في 6 يونيو 1985 في برايا في الرأس الأخضر. شارك مع منتخب البرتغال تحت 20 سنة لكرة القدم. أما مع النوادي، فقد لعب مع موريرينسي ونادي ليتشويس.

## وصلات خارجية
- تياغو بورغز على موقع قاعدة بيانات كرة القدم.إي يو (الإنجليزية)
- تياغو بورغز على موقع Soccerway.com (الإنجليزية)